# Scolocerca fusciala
Scolocerca fusciala är en insektsart som beskrevs av David R. Ragge 1980. Scolocerca fusciala ingår i släktet Scolocerca och familjen vårtbitare. Inga underarter finns listade i Catalogue of Life.